# Ghiacciaio Škorpil
Il ghiacciaio Škorpil (in inglese Škorpil Glacier) è un ghiacciaio lungo 12 km e largo 10, situato sulla costa di Loubet, nella parte occidentale della Terra di Graham, in Antartide. In particolare, il ghiacciaio si trova sulla penisola Pernik, a ovest del ghiacciaio Solun e da qui fluisce verso nord, scorrendo sul versante settentrionale delle cime Protector, fino a raggiungere la baia di Darbel a est di punta Madell.

## Storia
Il ghiacciaio Škorpil è stato così battezzato dalla Commissione bulgara per i toponimi antartici in onore dell'archeologo ceco-bulgaro Karel Škorpil (1859—1944).